# Stazione di Gaggio
Stazione di Gaggio 2008-ban bezárt vasútállomás Olaszországban, Veneto régióban, Gaggio Montano településen.

## Vasútvonalak
Az állomást az alábbi vasútvonalak érintették:
- Velence–Trieszt-vasútvonal

## Kapcsolódó állomások
A vasútállomáshoz az alábbi állomások vannak a legközelebb: 
- Stazione di Gaggio Porta Est
- Stazione di Quarto d'Altino